# Aziatische goudkat
De Aziatische goudkat (Catopuma temminckii) is een middelgrote wilde katachtige uit de bossen van Zuidoost-Azië.

## Kenmerken
Aziatische goudkatten worden 75 tot 105 centimeter lang en 6 tot 15 kilogram zwaar. De staart wordt 40 tot 55 centimeter lang. De goudkat heeft meestal een goudbruine vacht, maar ook grijzige, bruinig zwarte en goudachtig rode dieren komen voor. De kop heeft een opvallende gezichtstekening, bestaande uit witte, blauwe en grijze strepen.

## Verspreiding en leefgebied
Hij komt voor in de tropische en subtropische regenwouden en drogere bossen van Nepal en Zuid-China tot Maleisië en Sumatra, tot op een hoogte van 3050 meter in de Himalaya. Hij waagt zich soms ook in meer open gebied.

## Leefwijze
Aziatische goudkatten jagen onder andere op grotere knaagdieren, maar ook hoendervogels, kantjils, amfibieën, insecten en reptielen en naar het schijnt zelfs buffelkalveren vallen ten prooi. Het zijn solitaire nachtdieren, die zelden door mensen worden waargenomen.

## Bedreiging
De grootste bedreiging van de Aziatische goudkat vormt de boskap, maar ook wordt er op de soort gejaagd voor zijn pels en de botten, die worden verwerkt in traditionele medicijnen als een vervanger voor tijgerbotten.